# Venturia (Dakota Północna)
Venturia – miasto w Stanach Zjednoczonych, w stanie Dakota Północna, w hrabstwie McIntosh.